# Маламед, Владимир Рафаилович
Владимир Рафаилович Маламед (родился 16 августа 1933, Ленинград) — израильский, ранее советский латвийский шашист, спортивный журналист, тренер и судья по шашкам. Специализировался в игре в русские шашки.

## Карьера
В 1962 году, выступая за команду Латвии на командном первенстве СССР, выполнил норму мастера.
В 1963 году занял II место на чемпионате Латвии по русским шашкам.
Автор фундаментального труда «Курс шашечных окончаний. Русские шашки».
С 1993 года живёт в Израиле.